# Reggenza di Sorong
La reggenza di Sorong (in indonesiano: Kabupaten Sorong) è una reggenza dell'Indonesia, situata nella provincia di Papua sud-occidentale.